# Solar Power (песня)
«Solar Power» (с англ. — «Солнечная энергия») — заглавная песня новозеландской певицы Лорд с третьего студийного альбома, выход которого планируется летом 2021 года. Написана и спродюсирована с Джеком Антоноффом, работавшим над Melodrama (2017).

## Предыстория и запись
После выпуска альбома Melodrama в июне 2017 года и окончания турне Melodrama World Tour годом позднее, Лорд решила взять перерыв. В январе 2019 года она совершила поездку в Антарктиду, воспоминания о которой впоследствии вылились в книгу эссе «На юг». Тогда же она придумала название для пластинки. Певица продолжала запись диска во время пандемии COVID-19 и записывалась с Джеком Антоноффом, главным продюсером и соавтором Melodrama. Фиби Бриджерс и Clairo записали бэк-вокал для бриджа трека.

## Выпуск и оформление
8 июня в сеть просочилась обложка и название «Solar Power». Через несколько часов официальный сайт Лорд обновился, и на главной странице появилась обложка, подписанная: «Прибудет в 2021… Терпение — лучшее спасение». Несмотря на официальное объявление, Twitter продолжал блокировать аккаунты, выкладывавшие обложку сингла, ещё несколько дней. В мае Лорд была заявлена как хедлайнер фестиваля Primavera Sound в 2022 году. Поклонники предположили, что, как и в случае Melodrama (2017), альбом будет выпущен за год до выступления на фестивале (Лорд выступала в 2018 году).
Обложка снята фотографами, семейной парой Офелией и Райдером Джонс через объектив «рыбий глаз». На ней изображено, как Лорд бежит в жёлтом купальном костюме по пляжу; своим телом она закрывает солнце; большую часть кадра занимают ноги певицы. Изображение сразу же стало мемом, а имя певицы — вошло в тренды Twitter; в позе Лорд разглядели отсылку к анимационному сериалу «Гриффины». Предполагается, что вдохновением для оформления послужила обложка альбома Free (1969) британской рок-группы Free.
9 июня инсайдер Planet Eclipse сообщил, что, в связи с угрозой утечки песни в сеть (отрывок появился на Tidal, но вскоре был удалён), трек станет доступен на цифровых платформах не в день летнего солнцестояния (21 июня), как изначально планировалось, а 10 июня, в день солнечного затмения. Тем не менее, «Solar Power» появилась на стриминговых сервисах на несколько часов раньше новой даты, но спустя несколько минут была удалена.

## Чарты
| Чарт (2021)                                  | Высшая позиция |
| -------------------------------------------- | -------------- |
| Австралия (ARIA)                             | 14             |
| Боливия (Monitor Latino)                     | 13             |
| Канада (Billboard Canadian Hot 100)          | 22             |
| Колумбия (National-Report)                   | 89             |
| Чехия (Singles Digitál Top 100)              | 77             |
| Мир (Billboard Global 200)                   | 26             |
| Ирландия (IRMA)                              | 11             |
| Япония (Billboard Japan)                     | 11             |
| Литва (AGATA)                                | 36             |
| Нидерланды (Single Top 100)                  | 99             |
| Новая Зеландия (Recorded Music NZ)           | 2              |
| Португалия (AFP)                             | 48             |
| Сингапур (RIAS)                              | 24             |
| Словакия (Singles Digitál Top 100)           | 64             |
| Швеция (Sverigetopplistan)                   | 54             |
| Швейцария (Schweizer Hitparade)              | 95             |
| Великобритания (OCC UK Singles)              | 17             |
| США (Billboard Hot 100)                      | 64             |
| США (Billboard Hot Rock & Alternative Songs) | 6              |
| США (Billboard Rock & Alternative Airplay)   | 13             |
| США (Rolling Stone Top 100)                  | 43             |